# Emanuele Padella
Emanuele Padella (Roma, 24 settembre 1988) è un ex calciatore e allenatore di calcio italiano, di ruolo difensore.

## Caratteristiche tecniche
Roccioso centrale difensivo, in grado di agire da terzino. Forte fisicamente, è dotato di una buona visione di gioco con lanci lunghi precisi, bravo nell'anticipo e nel colpo di testa. Si caratterizza per grinta e cattiveria agonistica.

## Carriera

### Calciatore
Muove i suoi primi passi nel settore giovanile della Cisco Roma, esordendo tra i professionisti il 29 agosto 2007 in Nuorese-Cisco Roma (1-0), partita valevole per la seconda giornata della fase a gironi di Coppa Italia Serie C.
La stagione seguente passa in prestito al Prato. Rientrato a Roma, al termine della stagione la squadra ottiene la promozione in Lega Pro Prima Divisione, cambiando il nome in Atletico Roma. Rimane con i laziali anche la stagione successiva, terminata con il fallimento della società, segnando 6 reti, suo record di marcature in una stagione, in 36 apparizioni totali.
In seguito viene ingaggiato dal Parma, che il 10 agosto 2011 lo cede in compartecipazione al Grosseto. Conclude l'annata con 30 presenze e 1 rete, disputando una buona stagione. Il 22 giugno viene rinnovata la compartecipazione tra le due società. Il 26 gennaio 2013, in occasione dell'incontro vinto contro il Cittadella per 3-1, vista l'indisponibilità di Samuele Olivi e Ferdinando Sforzini, indossa per la prima volta la fascia da capitano, segnando con un colpo di testa su cross di Giulio Donati la sua prima rete della stagione.
All'apertura delle buste, nessuna delle due società presenta un'offerta per il calciatore, che pertanto rimane nell'ultima squadra nella quale ha militato, ovvero i biancorossi.
Il 13 agosto 2013 firma un contratto triennale con l'Entella, in Lega Pro Prima Divisione. Esordisce con i biancocelesti l'8 settembre in Carrarese-Virtus Entella (0-1), subentrando al 42' della ripresa al posto di Lorenzo Staiti. Il 10 gennaio 2014 viene acquistato a titolo definitivo dal Benevento, legandosi ai sanniti fino al 2016. Il 6 agosto 2015 rinnova il proprio contratto per altre tre stagioni. Il 30 aprile 2016 il Benevento ottiene la sua prima storica promozione in Serie B.
La stagione successiva - pur frenato da un infortunio - contribuisce alla promozione dei sanniti in Serie A. Il 16 agosto 2017 firma un triennale con l'Ascoli. L'11 luglio 2019 passa al L.R. Vicenza in terza serie, con cui ottiene la promozione in Serie B. Il 19 gennaio 2023 viene acquistato dal Mantova.
Il 22 agosto 2023 firma con la Fermana.

### Allenatore
Terminata la carriera di giocatore, da novembre 2024 a maggio 2025 è allenatore del Monticelli. Nel giugno 2025 viene nominato nuovo collaboratore del direttore sportivo del Benevento.

## Statistiche

### Presenze e reti nei club
Statistiche aggiornate al 29 aprile 2024.
| Stagione          | Squadra           | Campionato        | Campionato | Campionato | Coppe nazionali | Coppe nazionali | Coppe nazionali | Coppe continentali | Coppe continentali | Coppe continentali | Altre coppe | Altre coppe | Altre coppe | Totale | Totale |
| Stagione          | Squadra           | Comp              | Pres       | Reti       | Comp            | Pres            | Reti            | Comp               | Pres               | Reti               | Comp        | Pres        | Reti        | Pres   | Reti   |
| ----------------- | ----------------- | ----------------- | ---------- | ---------- | --------------- | --------------- | --------------- | ------------------ | ------------------ | ------------------ | ----------- | ----------- | ----------- | ------ | ------ |
| 2007-2008         | Cisco Roma        | C2                | 10         | 0          | CI-C            | 2               | 0               | -                  | -                  | -                  | -           | -           | -           | 12     | 0      |
| 2008-2009         | Prato             | 2D                | 17+3       | 1          | CI-LP           | 4               | 0               | -                  | -                  | -                  | -           | -           | -           | 24     | 1      |
| 2009-2010         | Cisco Roma        | 2D                | 19+3       | 2          | CI-LP           | 2               | 0               | -                  | -                  | -                  | -           | -           | -           | 24     | 2      |
| Totale Cisco Roma | Totale Cisco Roma | Totale Cisco Roma | 29+3       | 2          |                 | 4               | 0               |                    | -                  | -                  |             | -           | -           | 36     | 2      |
| 2010-2011         | Atletico Roma     | 1D                | 30+4       | 4+1        | CI+CI-LP        | 1+1             | 1+0             | -                  | -                  | -                  | -           | -           | -           | 36     | 6      |
| 2011-2012         | Grosseto          | B                 | 30         | 1          | CI              | 1               | 0               | -                  | -                  | -                  | -           | -           | -           | 31     | 1      |
| 2012-2013         | Grosseto          | B                 | 30         | 1          | CI              | 1               | 0               | -                  | -                  | -                  | -           | -           | -           | 31     | 1      |
| Totale Grosseto   | Totale Grosseto   | Totale Grosseto   | 60         | 2          |                 | 2               | 0               |                    | -                  | -                  |             | -           | -           | 62     | 2      |
| 2013-gen. 2014    | Virtus Entella    | 1D                | 14         | 0          | CI+CI-LP        | 0+4             | 0               | -                  | -                  | -                  | -           | -           | -           | 18     | 0      |
| gen.-giu. 2014    | Benevento         | 1D                | 9+3        | 1+1        | CI+CI-LP        | -               | -               | -                  | -                  | -                  | -           | -           | -           | 12     | 2      |
| 2014-2015         | Benevento         | LP                | 24+1       | 2          | CI+CI-LP        | 2+1             | 1+0             | -                  | -                  | -                  | -           | -           | -           | 28     | 3      |
| 2015-2016         | Benevento         | LP                | 23         | 0          | CI+CI-LP        | 0               | 0               | -                  | -                  | -                  | SL-LP       | 0           | 0           | 23     | 0      |
| 2016-2017         | Benevento         | B                 | 19+2       | 0          | CI              | 1               | 0               | -                  | -                  | -                  | -           | -           | -           | 22     | 0      |
| Totale Benevento  | Totale Benevento  | Totale Benevento  | 75+6       | 3+1        |                 | 4               | 1               |                    | -                  | -                  |             | 0           | 0           | 85     | 5      |
| 2017-2018         | Ascoli            | B                 | 34+2       | 1          | CI              | 0               | 0               | -                  | -                  | -                  | -           | -           | -           | 36     | 1      |
| 2018-2019         | Ascoli            | B                 | 21         | 1          | CI              | 1               | 0               | -                  | -                  | -                  | -           | -           | -           | 22     | 1      |
| Totale Ascoli     | Totale Ascoli     | Totale Ascoli     | 55+2       | 2          |                 | 1               | 0               |                    | -                  | -                  | -           | -           | -           | 58     | 2      |
| 2019-2020         | L.R. Vicenza      | C                 | 24         | 0          | CI+CI-C         | 1+0             | 0               | -                  | -                  | -                  | -           | -           | -           | 25     | 0      |
| 2020-2021         | L.R. Vicenza      | B                 | 28         | 2          | CI              | 0               | 0               | -                  | -                  | -                  | -           | -           | -           | 28     | 2      |
| 2021-2022         | L.R. Vicenza      | B                 | 21         | 1          | CI              | 1               | 0               | -                  | -                  | -                  | -           | -           | -           | 22     | 1      |
| 2022-gen. 2023    | L.R. Vicenza      | C                 | 12         | 0          | CI-C            | 2               | 1               | -                  | -                  | -                  | -           | -           | -           | 14     | 1      |
| Totale Vicenza    | Totale Vicenza    | Totale Vicenza    | 85         | 3          |                 | 4               | 1               |                    | -                  | -                  |             | -           | -           | 89     | 4      |
| gen.-giu. 2023    | Mantova           | C                 | 9          | 1          | CI-C            | -               | -               | -                  | -                  | -                  | -           | -           | -           | 9      | 1      |
| 2023-2024         | Fermana           | C                 | 11         | 0          | CI-C            | 0               | 0               | -                  | -                  | -                  | -           | -           | -           | 11     | 0      |
| Totale carriera   | Totale carriera   | Totale carriera   | 403        | 20         |                 | 25              | 3               |                    | -                  | -                  |             | 0           | 0           | 428    | 23     |

## Palmarès

### Club

#### Competizioni nazionali
- Lega Pro: 1

Benevento: 2015-2016 (Girone C)
- Serie C: 1

L.R. Vicenza: 2019-2020 (Girone B)